# Ojo de Agua Santa Rosa
Ojo de Agua Santa Rosa es una localidad de México perteneciente al municipio de El Arenal en el estado de Hidalgo.

## Geografía
A la localidad le corresponden las coordenadas geográficas 20° 14’ 20.460” de latitud norte y 98° 55’ 41.895” de longitud oeste, con una altitud de 1997 m s. n. m.
En cuanto a fisiografía se encuentra dentro de las provincia del Eje Neovolcánico, dentro de la subprovincia de Llanuras y Sierras de Querétaro e Hidalgo; su terreno es de llanura y lomerío. En lo que respecta a la hidrografía se encuentra posicionado en la región del río Panuco, dentro de la cuenca del río Moctezuma, en la subcuenca del río Actopan. Cuenta con un clima semiseco templado.

## Demografía
En 2020 registró una población de 730 personas, lo que corresponde al 3.68 % de la población municipal. De los cuales 365 son hombres y 365 son mujeres. Tiene 266 viviendas particulares habitadas.
| Gráfica de evolución demográfica de Ojo de Agua Santa Rosa entre 1990 y 2020                 |
|                                                                                              |
| Población de los censos y conteos del Instituto Nacional de Estadística y Geografía (INEGI). |

## Economía
La localidad tiene un grado de marginación medio y un grado de rezago social muy bajo.